# Wacław Chodkowski

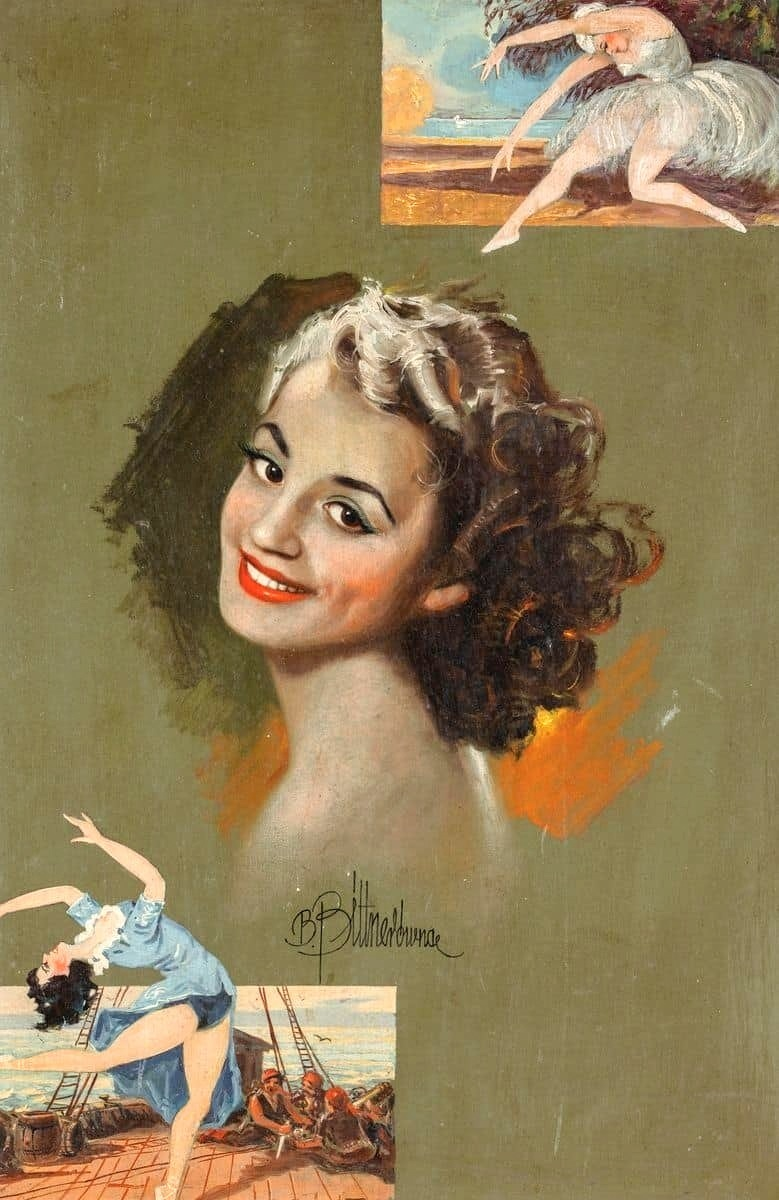
Tancerka Barbara Bittnerówna (1940); Öl auf Malpappe

Wacław Chodkowski (* 6. Oktober 1878 in Kozienice; † 11. März 1953 in Warschau) war ein polnischer Maler. 

## Leben
Chodkowski studierte Kunst an der Warschauer Kunstschule u. a. bei Wojciech Gerson. Er war Mitglied der Warschauer Gesellschaft zur Förderung der Schönen Künste, in deren Galeria Zachęta er auch regelmäßig seine Werke ausstellte und sein Atelier hatte.
Während des Zweiten Weltkriegs wurden sowohl sein Atelier als auch die meisten bis dahin entstandenen Bilder zerstört.